# Mikael Odhag
Nils Mikael Odhag, född 25 oktober 1959 i Östersund, är en svensk skådespelare.
Odhag gick ut Teaterhögskolan i Stockholm 1989.

## Filmografi
- 1986 – Såsom i en känsla
- 1990 – Honungsvargar
- 1995 – Stora och små män
- 1996 – Tidningsutbärare Tord
- 1997 – Vildängel
- 1998 – Dråpslag
- 1999 – Lusten till ett liv
- 2001 – Missionären
- 2002 – Den som sover syndar icke
- 2002 – Grabben i graven bredvid
- 2002 – Svenska slut (TV-serie)
- 2003 – Fan ta dom
- 2003 – Jag reder mig nog
- 2003 – Misa mi
- 2004 – 6 Points
- 2004 – Eiffeltornet
- 2004 – Hotet
- 2006 – Möbelhandlarens dotter (TV-serie)
- 2007 – Höök (TV-serie)
- 2007 – Järnets änglar
- 2008 – Maria Larssons eviga ögonblick
- 2008 – Vi hade i alla fall tur med vädret – igen
- 2011 – En enkel till Antibes
- 2011 – Jag saknar dig
- 2011 – Jägarna 2
- 2011 – Times New Romance
- 2013 – Ömheten
- 2014 – Krakel Spektakel

## Teater

### Roller (ej komplett)
| År   | Roll               | Produktion                                                         | Regi                    | Teater              |
| ---- | ------------------ | ------------------------------------------------------------------ | ----------------------- | ------------------- |
| 1996 | Macbeth            | Macbeth William Shakespeare                                        | Joachim Siegård         | Norrbottensteatern  |
| 2018 |                    | Den talangfulle Mr Ripley Patricia Highsmith                       | Jonas Österberg Nilsson | Uppsala stadsteater |
| 2022 | Kommissarie Rooney | Arsenik och gamla spetsar (Arsenic and Old Lace) Joseph Kesselring | Philip Zandén           | Uppsala stadsteater |